# Mlýn (desková hra)
Mlýn je strategická desková hra pro dva hráče pocházející z období kolem roku 1400 př. n. l.. Hrací deska, datovaná do tohoto období, byla nalezena vyrytá do chrámu Kurna v Egyptě. Další hrací desky byly nalezeny v Evropě na místech jako jsou Akropolis v Athénách, Trója I a v Irsku na pohřebišti z doby bronzové. Tato hra nejspíše vznikla z jedné ze svých variant zvané Three Men's Morris. Další názvy, pod kterými se tato hra skrývá, jsou: Nine Men's Morris, Nine Man Morris, Mill, Mills, Merels, Merelles a Merrills (tyto názvy pochází z angličtiny).
Počet platných tahů hry se odhaduje na 1010, zatímco celkové množství možných kombinací hry je 1050. V říjnu roku 1993 Ralph Gasser přišel na herní systém, při kterém dojde vždy v nejhorším k remíze. Gasser také navrhl algoritmus hráče jménem Bushy, využívajícího umělou inteligenci, který je považován za nejlepšího hráče této hry na světě.

## Pravidla hry
Každý hráč má devět kamenů, či „figurek“, které se pohybují po dvacetičtyřech průsečících. Stejně jako u dámy je cílem hry sebrat protihráči všechny kameny, nebo mu zabránit v dalších tazích.

### Rozmístění kamenů

Prázdná herní deska na začátku hry

Hra se začíná s prázdnou herní deskou. Oba hráči postupně pokládají své kameny na herní desku. Pokud se hráči podaří umístit tři kameny vedle sebe v jedné z řad, má „mlýn“ a může odebrat jeden ze soupeřových kamenů. S odebranými kameny se již nesmí hrát. Hráči musí nejdříve odebírat ze soupeřových kamenů ty, které nejsou součástí „mlýna“. Poté, co je rozmístěno všech osmnáct kamenů, mohou je hráči začít přesouvat.

### Přesouvání kamenů
Kameny se přesouvají po přímkách na vedlejší volnou pozici; pokud hráč nemá kam svůj kámen přesunout, prohrává.
Stejně jako při umisťování kamenů i v této fázi hry platí, že pokud hráč přesune kámen tak, že vytvoří novou řadu tří kamenů, může odebrat protihráči jeden z kamenů. Pozor mlýn nesmí být podruhé na stejném místě (nesmíte ho rozbořit a znovu postavit na stejném místě). Opět se nesmí odebírat kameny, které jsou součástí „mlýna“.
Pokud hráči zbývají pouze dva kameny, nemůže již soupeři odebrat kámen a končí.

### Skákání kamenů
Skákání kamenů, jinak také „skoky“, může hráč využít v nejběžnější variantě hry, pokud mu zbývají poslední tři kameny. S kameny pak může skákat nejen na sousedící, ale na jakoukoli jinou volnou pozici. Podle některých zdrojů je toto běžné pravidlo hry; jiné zdroje uvádějí, že je to jen jedna z variant hry; další se o tomto pravidlu nezmiňují vůbec.

## Strategie

Ideální stav pro hráče s bílými kameny

Na začátku hry je důležitější kameny rozmístit rovnoměrně po celé ploše než se snažit hned vytvořit „mlýn“ a soustředit se tak jen na jednu část herní plochy. Je dobré snažit se zabránit soupeři ve vytvoření „mlýna“ a připravit si dobrou výchozí pozici pro přesouvání kamenů.
Ideální stav – tj. stav, který většinou vede k výhře – je rozmístění kamenů tak, aby byl hráč schopen vytvářet mlýn na jedné pozici, a následně v dalším tahu na druhé pozici; a toto opakovat, aniž by byl jeho protihráč schopen mu v tom zabránit. Na obrázku vpravo je tento stav vyobrazen: dokonce i pokud by jako první táhl hráč s černými kameny a snažil se zabránit protihráči ve vytvoření „mlýna“, v dalším tahu si bílý udělá „mlýn“ a může černému kámen, se kterým se snaží zabránit vytvoření „mlýna“, sebrat. V některých variantách hry toto možné není, neboť se hráči mohou domluvit, že na pozici, kde už byl „mlýn“ hráčem jednou vytvořen, ho stejný hráč již nesmí utvořit znovu; pokud se tak přece jen stane, za „mlýn“ na stejné pozici již hráč protihráči neodebírá kámen.

## Různé varianty hry

### Three Men's Morris
Three Men's Morris se hraje na hracím poli 3 × 3 se třemi kameny pro každého hráče. V této variantě hry se mohou používat skoky. Tato nejmenší z hracích desek může být doplněna o úhlopříčky, viz obrázek vpravo.

### Six Men's Morris
Six Men's Morris – v této variantě mají hráči každý šest kamenů a hrají na poli, které je oproti nejznámější verzi mlýna zmenšené o vnější čtverec. Skoky nejsou dovolené.
Ve středověku byla tato varianta oblíbená v Itálii, Francii a Anglii, ale zastarala a po roce 1600 už se skoro neobjevuje.
Tato herní deska se používá i pro variantu Five Men's Morris. Varianta Seven Men's Morris používá tento herní plán rozšířený o kříž ve středu.

### Twelve Men's Morris
Twelve Men's Morris přidává úhlopříčky spojující rohové body. Hráči hrají každý s dvanácti kameny, což znamená, že herní pole může být zaplněno již ve fázi rozmisťování kamenů. Pokud se tak stane, hra končí remízou.
Tento herní plán se používá i k variantě hry Eleven Men's Morris.

## Historie

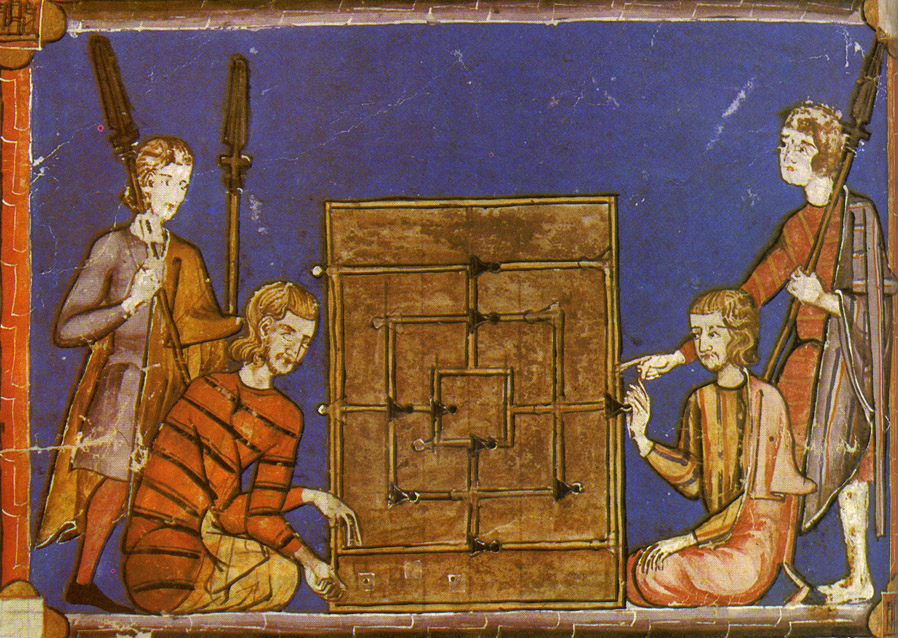
Ilustrace ze španělské Knihy her Libro de los juegos ze 13. století. Hráči zde hrají mlýn s kostkami

Podle R. C. Bella, byla nejstarší herní deska (s diagonálami) nalezena vyrytá na střešních taškách chrámu Kurna v Egyptě. Jejich vznik Bell odhadnul na období kolem roku 1400 př. n .l. Friedrich Berger píše, že některé obrazce ve městě Kurna – včetně koptických křížů – tuto domněnku potvrzují, i když dobu jejich vzniku nelze přesně určit.
Jedna z nejstarších písemných zmínek o hře může být již v Ovidiově knize Ars Amatoria. V knize třetí (c. 8 CE), po diskusi o Latrones, populární deskové hře, Ovidius napsal: „Je tu i jiná hra, rozdělená do polí, majících stejný počet jako je měsíců v roce. Na každé straně desky jsou tři pole a vítězem se stane ten, komu se podaří umístit tři kameny do přímky na jedné ze stran.“ Berger věří, že tuto hru pravděpodobně znali již staří Římané, neboť v jejich obydlích bylo nalezeno mnoho hracích desek, ale opět není možné určit jejich stáří z důvodu přístupnosti jejich obydlí generacím po tomto období. Existuje také domněnka, že se do Říma tato hra dostala přes obchodní stezky.
Hra si získala na oblíbenosti v Anglii v období středověku. V Anglii byly nalezeny herní desky vyřezané do sedadel katedrál v Canterbury, Gloucesteru, Norwichi, Salisbury a Westminster Abbey. Na těchto deskách bylo místo pro kameny označeno dírami namísto čar, odtud hra dostala jméno nine holes (angl. devět děr). Vytvoření řady u této varianty nebylo možné na diagonálách. Další herní deska se našla vyřezaná na spodku pilíře v katedrále v Chesteru.
Tato hra se objevuje i v Shakespearově díle ze 16. století, Sen noci svatojánské (Akt II, 1. scéna). Titania si zde stěžuje, že už se tato hra dlouho nehraje: „The nine men's morris is filled up with mud!“.
Autoři se velice rozcházejí, co se původu názvu hry týče. Někteří spekulují, že je jméno spjaté s tancem Morris, z kterého vznikl název Moorish. Daniel King naopak tvrdí, že slovo morris nemá co do činění s názvem stejnojmenného starého anglického tance. Podle něj pochází z latinského slova merellus, které označuje šachového pěšce nebo hrací kámen. King také podotýká, že hra byla velice populární mezi římskými vojáky.
V některých evropských zemích se zavedlo zvláštní rozvržení hrací desky, které zastupovalo symbol ochraňující před zlem. Pro starověké Kelty byla herní deska posvátnou; ve středu byl znak posvátného mlýna či kostela (tj. symbol znovuzrození), a z něj vyzařovaly znaky čtyř hlavních směrů – čtyř živlů a čtyř větrů.

## Zajímavosti
Sdružení World Merrills Association každoročně pořádá šampionát pod názvem Merrill World Championships, který se koná v museu Ryedale Folk Museum v Hutton-le-Hole, Severní Yorkshire, Anglie.

## Příbuzné hry
- Hra Achi z Ghany se hraje na herní desce Three Men's Morris s diagonálami. Každý hráč má 4 hrací kameny, které může posouvat na prázdná pole.
- Kensington je hra, ve které se dva hráči střídají po tazích a snaží se sestavovat kameny do předem daných tvarů.
- Luk Tsut K'i - ("šachy se šesti kameny") v Canton a Tapatan na Filipínách jsou ekvivalentem pro hru Three Men's Morris hranou na desce s diagonálami.
- Morabaraba je ekvivalentem hry Twelve Men's Morris, hraje se po tisíce let po celém území Afriky. Její kameny nesou pojmenování "krávy". Tato hra se doposud hraje na mezinárodních turnajích pod záštitou International Wargames Federation.
- Shax se hraje podobně jako hra Nine Men's Morris, ale s menšími odchylkami v pravidlech a se dvanácti kameny namísto devíti.
- Tic-tac-toe - (variace piškvorek) využívá hrací pole tři krát tři, na které dva hráči postupně umisťují své symboly (nebo je zapisují), účelem hry je vytvořit přímku ze svých tří symbolů, pokud se zaplní hrací pole bez vytvoření sledu tří stejných symbolů, hra končí remízou.[3]